# Ortolan
Ortolanul  sau presură de grădină (Emberiza hortulana) este o pasăre cântătoare mică din familia Emberizidae, ordinul paseriformelor. Numele specific Hortulana derivă din latinescul hortulus, însemnând aproximativ „pasăre de grădină” de la hortus, adică „grădină”. Este o pasăre migratoare care trăiește în cea mai mare parte a Europei și a Asiei de vest și centrală. Iernează în Africa sub-sahariană.
Ortolanul este servit în bucătăria franceză, de obicei gătit și mâncat întreg. În mod tradițional, mesenii își acoperă capul cu un șervet sau cu un prosop, în timp ce mănâncă delicatesa. Pasărea este atât de utilizată, încât populația franceză a păsării a scăzut periculos de mult, ceea ce a dus la legile care i-au restricționat utilizarea în 1999. În septembrie 2007, guvernul francez și-a anunțat intenția de a aplica legile care protejează pasărea și care au fost ignorate mult timp.

## Taxonomie
Ortolanul a fost descris de naturalistul suedez Carl Linnaeus în 1758 în cea de-a zecea ediție a Systema Naturae și și-a păstrat numele binomial original de Emberiza hortulana. Specia este monotipică. Un studiu de filogenetică moleculară publicat în 2008 a constatat că ortolanul este cel mai înrudit cu Emberiza caesia.

## Descriere

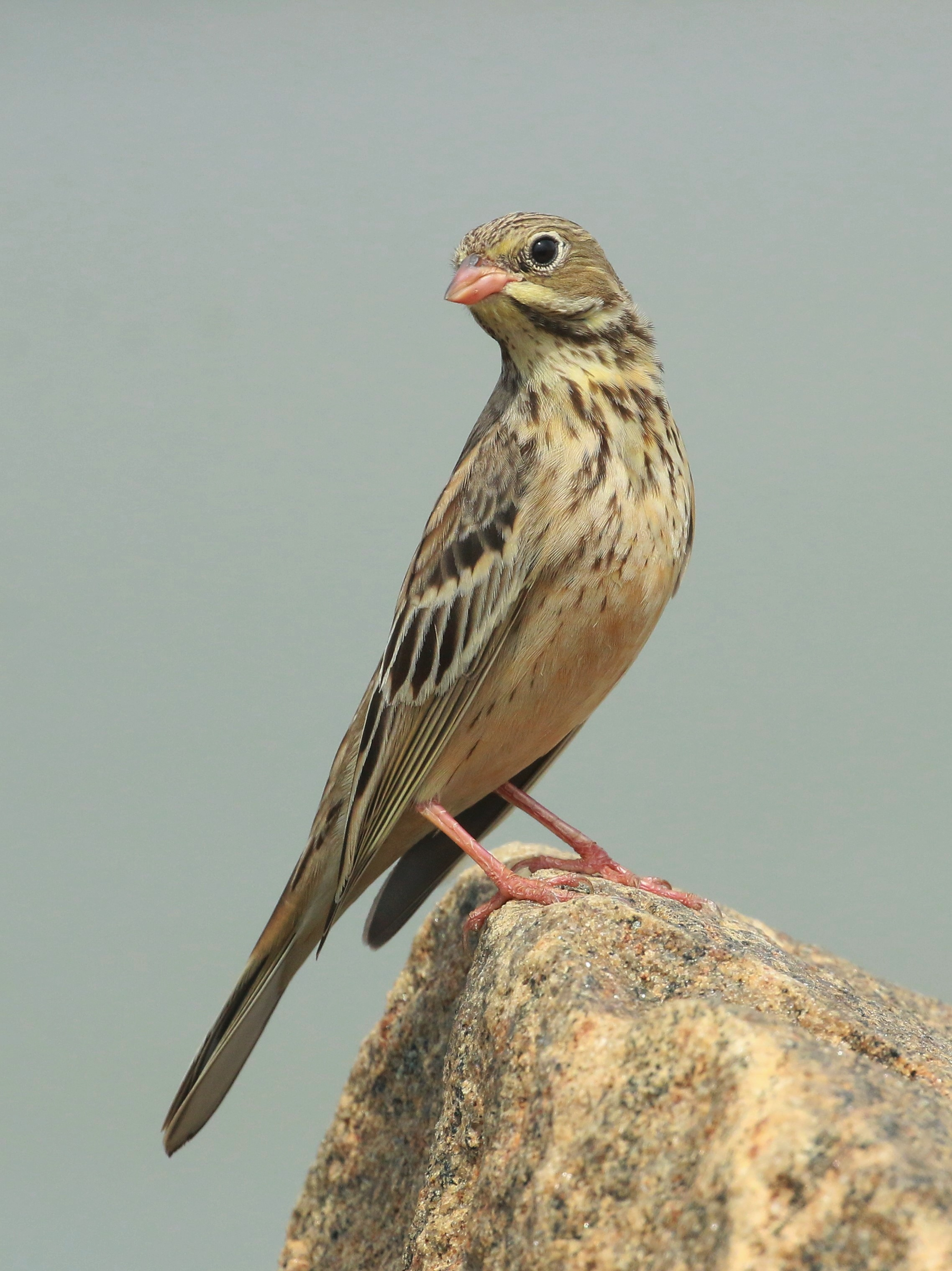
Emberiza hortulana

Ortolanul este o pasăre zveltă, cu coada destul de lungă, capul rotunjit destul de mic și ciocul destul de lung și ușor curbat. Are o lungime de 16–17 cm, cântărește 17–28 de grame și are o anvergură a aripilor de 23–29 cm. Are un inel ocular galben-alb distinct, manta cu dungi întunecate pe baza gri-maro, și spatele și crupa superioară cenușiu-maro. Crestele terțiale largi sunt maro-roșiatic și mai late în mijloc.
Ca aspect și obiceiuri, seamănă mult cu ruda sa presura galbenă, dar nu are culoarea strălucitoare a acelei specii; capul ortolanului, de exemplu, este cenușiu-verzui, în loc de un galben strălucitor. Cântecul ortolanului masculin seamănă cu cel al presurei galbene.

## Distribuție și habitat
Este o pasăre migratoare care apare ca pasăre de reproducție în majoritatea țărilor din Europa și în vestul Asiei, până la est până în Mongolia. De asemenea, se reproduce în Asia Mică și la est până în Iran. Iernează în Africa tropicală și se întoarce la locurile sale de reproducere de la sfârșitul lunii aprilie până la începutul lunii mai.  Arealul său de reproducere ajunge până la nord, până în Scandinavia și dincolo de Cercul polar. În Europa, nu apare ca pasăre reproducătoare în Marea Britanie și Danemarca, dar în timpul migrației, care are loc noaptea, trece în mod regulat prin Danemarca și sudul Marii Britanii. De asemenea, specia a fost observată rar în Islanda, Insulele Feroe, Insulele Canare, Seychelles și în India.

## Comportament
Cuiburile de ortolan sunt așezate pe sau în apropierea pământului. Se hrănește mai ales pe sol și se hrănește în principal cu semințe, pe care le caută adesea pe pământ cu vegetație scurtă. În timpul sezonului de reproducere se hrănește cu gândaci și alte insecte.

## În gastronomie
Ortolanul a fost considerată o delicatesă în sudul Europei și în principal în bucătăria franceză și, în mod tradițional, a fost vânată acolo în mare măsură în timpul migrației de toamnă a păsării în Africa. În mod tradițional, păsările sunt prinse în plase și apoi ținute în cuști acoperite sau cutii. Păsările reacționează la întuneric îmbuibându-se cu cereale, de obicei semințe de mei, până când își dublează volumul. Această tradiție a fost descrisă încă din epoca romană, dar astăzi vânătoarea este interzisă în întreaga Uniune Europeană.
O rețetă clasică descrie modul în care pasărea este ucisă prin înecare în coniac (Armagnac), care și marinează pasărea. Pasărea este prăjită timp de opt minute și apoi jumulită. Consumatorul pune apoi picioarele păsării mai întâi în gură în timp ce se ține de capul păsării. Ortolanul este apoi consumat întreg, cu sau fără cap, iar consumatorul scuipă oasele mai mari. Modul tradițional în care gurmanzii francezi mănâncă ortolanii este de a-și acoperi capul și fața cu un șervet sau un prosop mare în timp ce consumă pasărea. Scopul prosopului este dezbătut. Unii susțin că este pentru păstrarea maximă a aromei, alții au afirmat că „tradiția dictează că aceasta este pentru a proteja – de ochii lui Dumnezeu – rușinea unui act atât de decadent și de rușinos”. iar alții au sugerat că prosopul ascunde pur și simplu consumatorul care scuipă oasele. Această utilizare a prosopului a fost începută de un preot, un prieten al lui Jean Anthelme Brillat-Savarin.
La un moment dat, insula Cipru a format un depozit principal pentru exportul de ortolani, care erau murați în condimente și oțet și ambalați în butoaie care conțineau fiecare 300–400 de ortolani. La începutul secolului al XX-lea, din Cipru se exportau anual între 400 și 500 de butoaie.

## Galerie

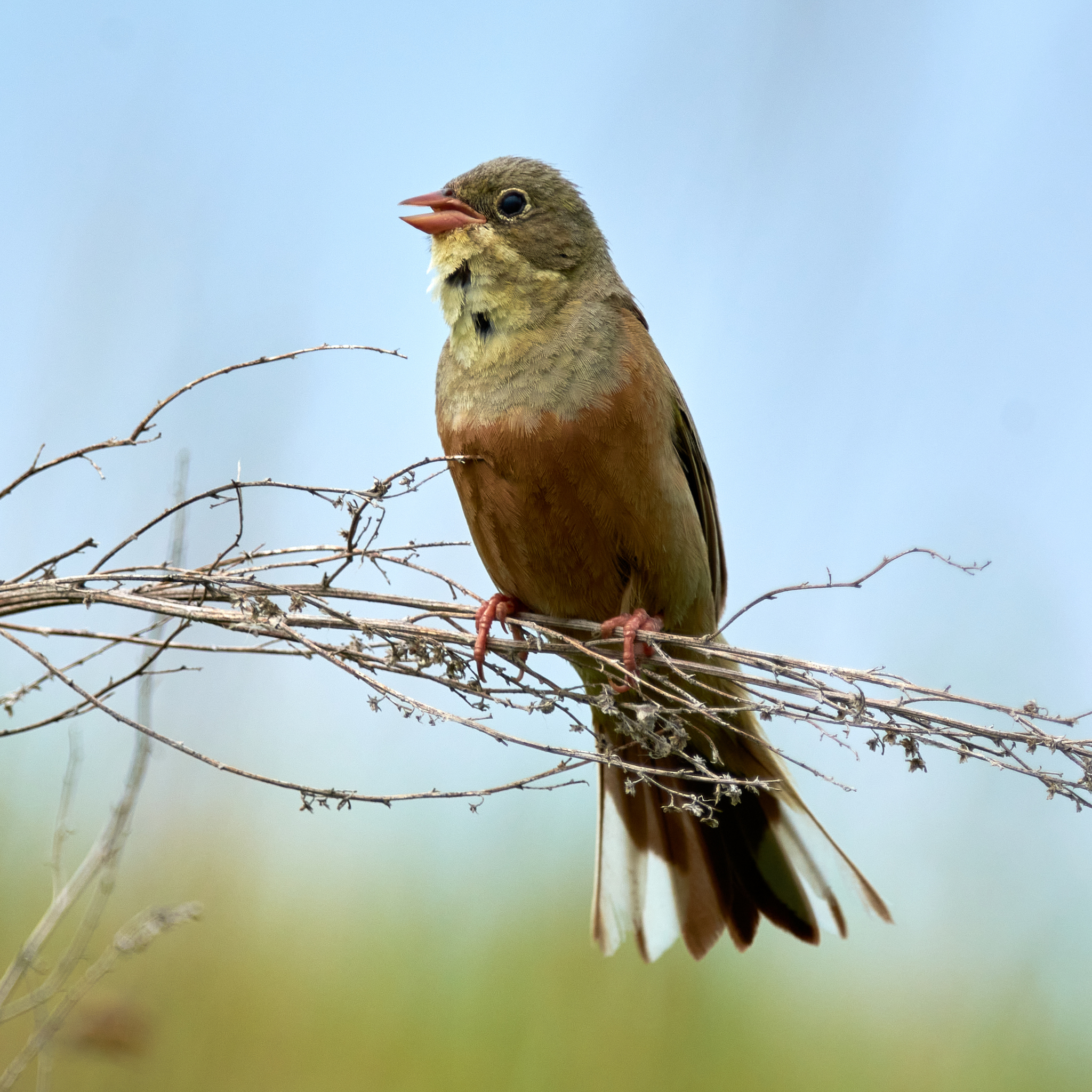
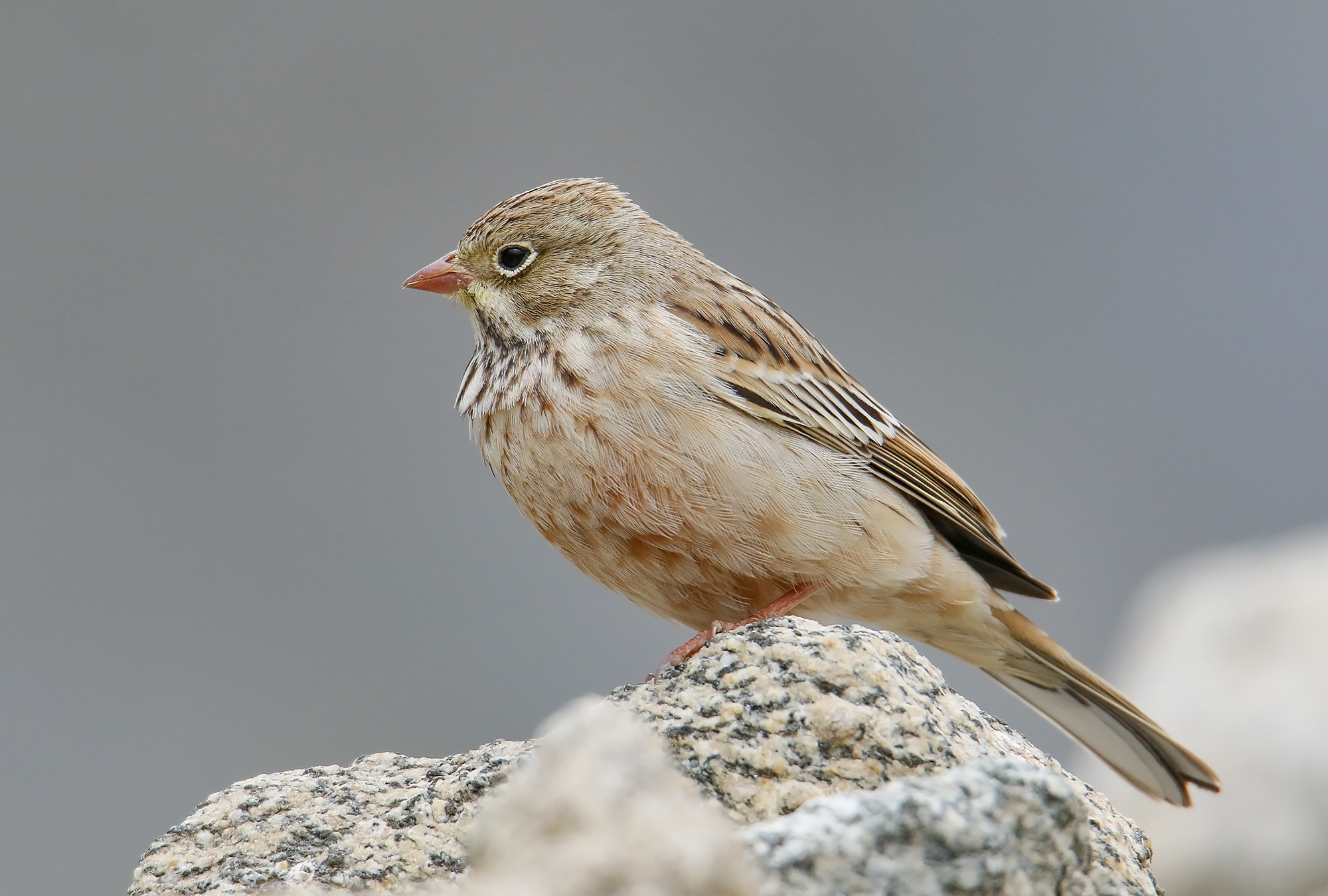
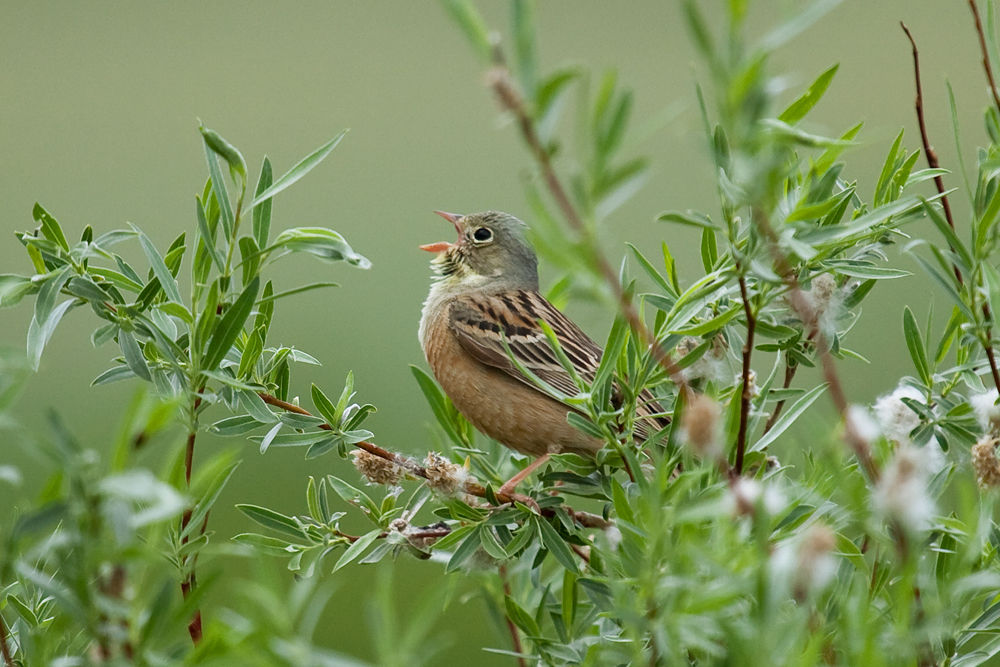
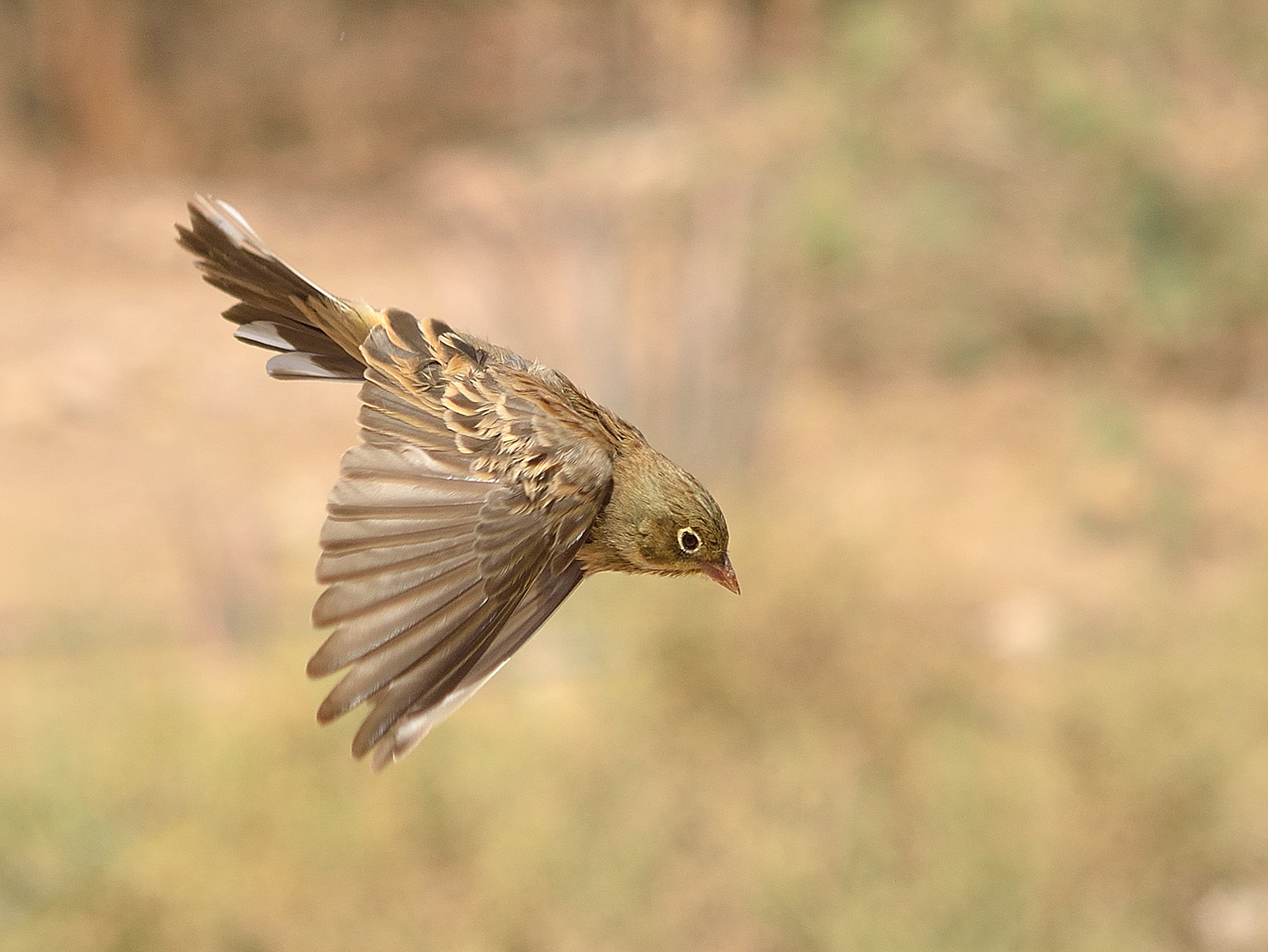
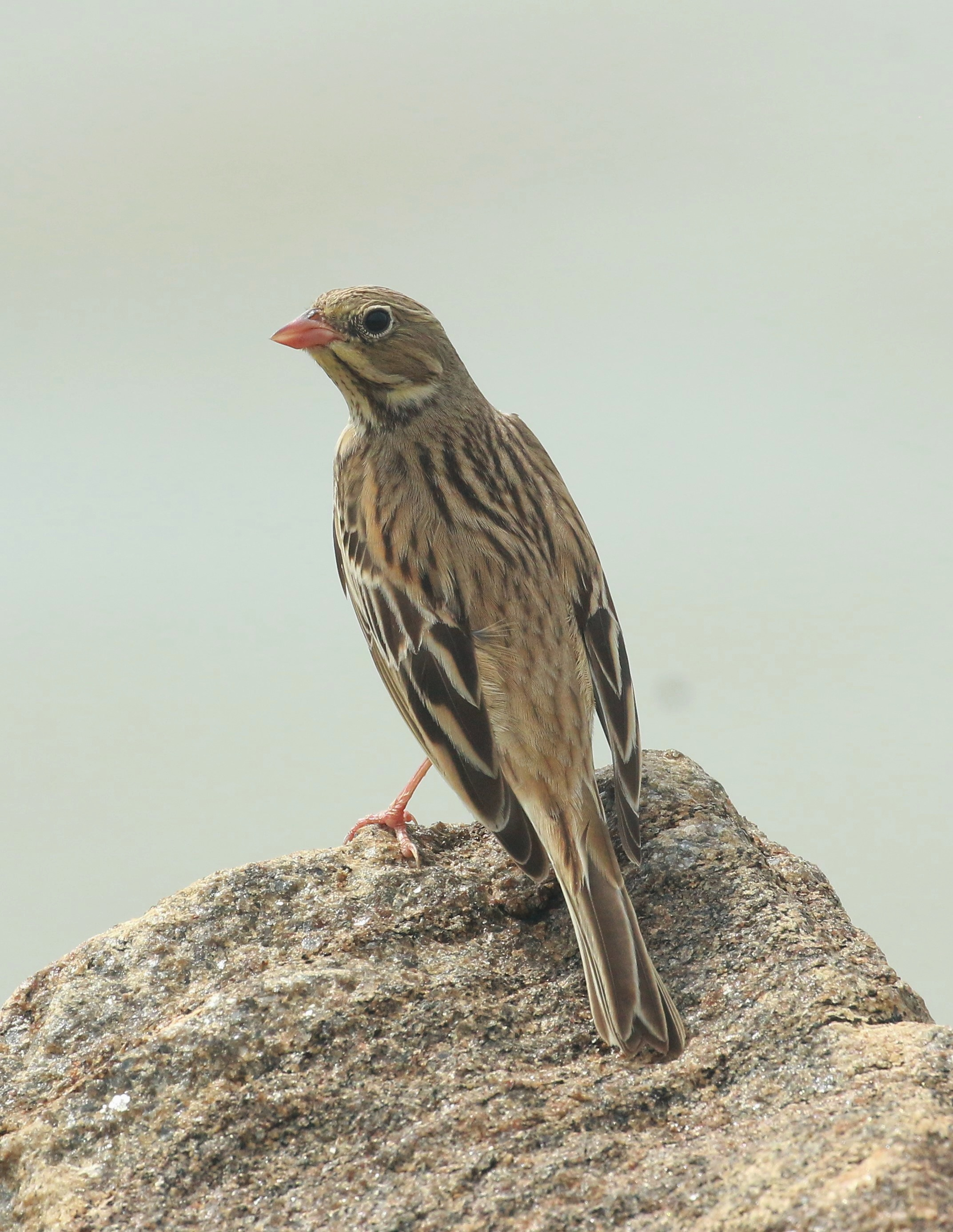
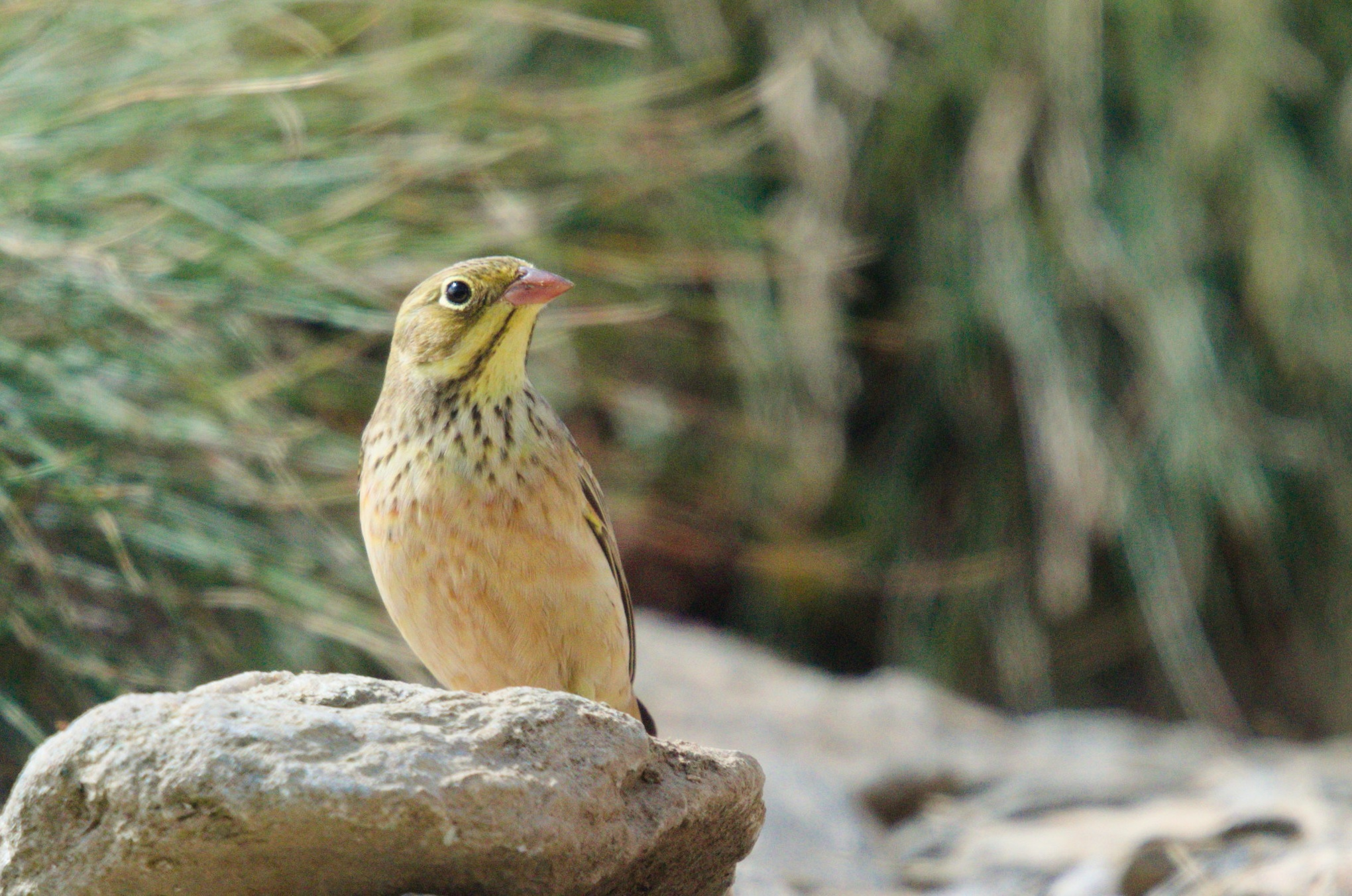